# 伯尔尼大学

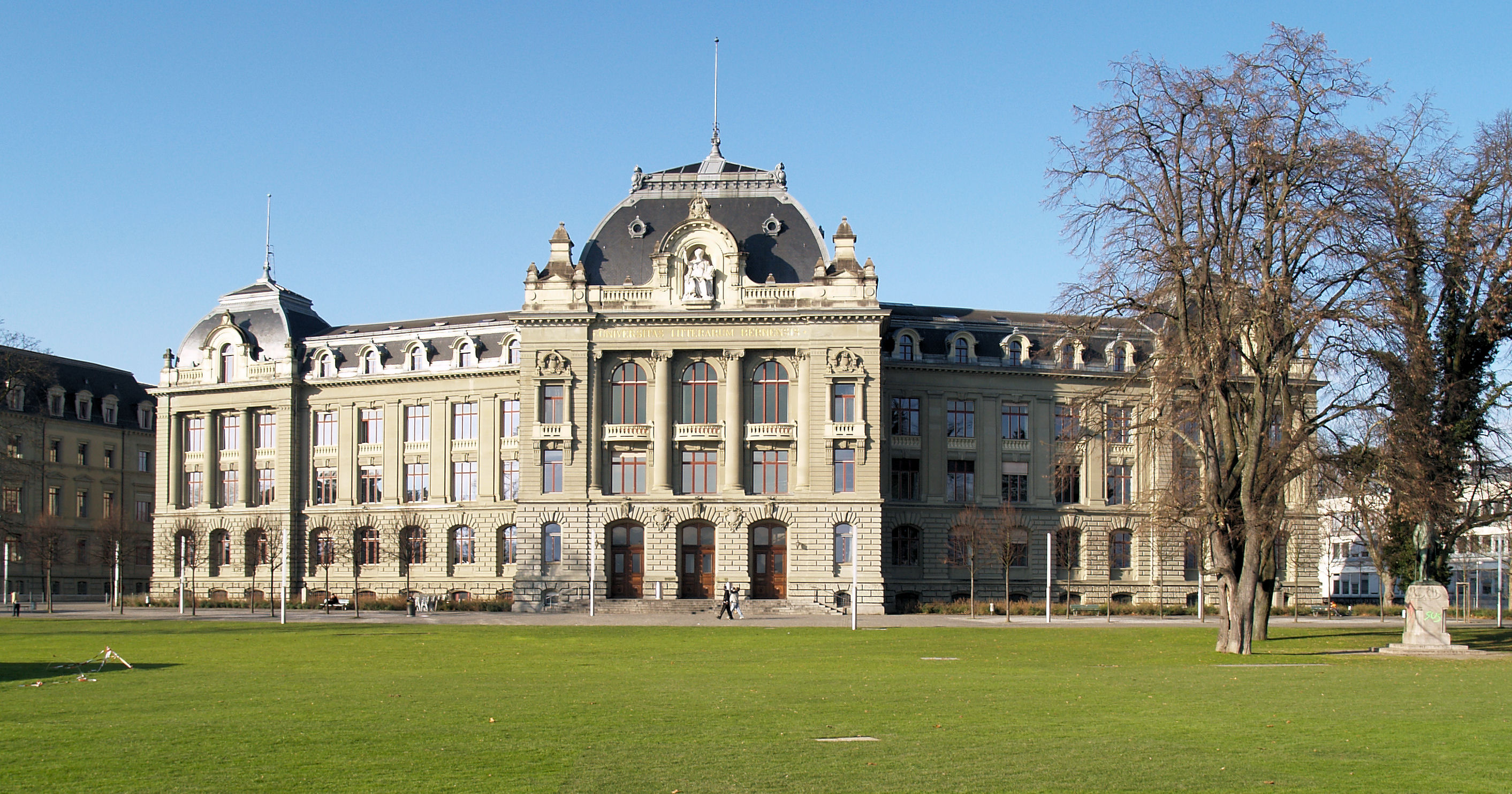

伯尔尼大学（德語：Universität Bern）创立于1834年，共有8个系。在瑞士的几所大学中，它属于古典式的综合性大学。

## 院系
伯尔尼大学目前有八个系，分别是：
- 神学系
- 法学系
- 经济学与社会学系
- 医学系
- 兽医系
- 哲学－历史系
- 哲学－自然科学系
- 哲学－人文科学系

此外，大学还设有两个系级机构：
- 一般生态学系际协调处
- 推广进修中心

## 名人录
- 瑞士作家 迪伦马特